# Персональная пенсия

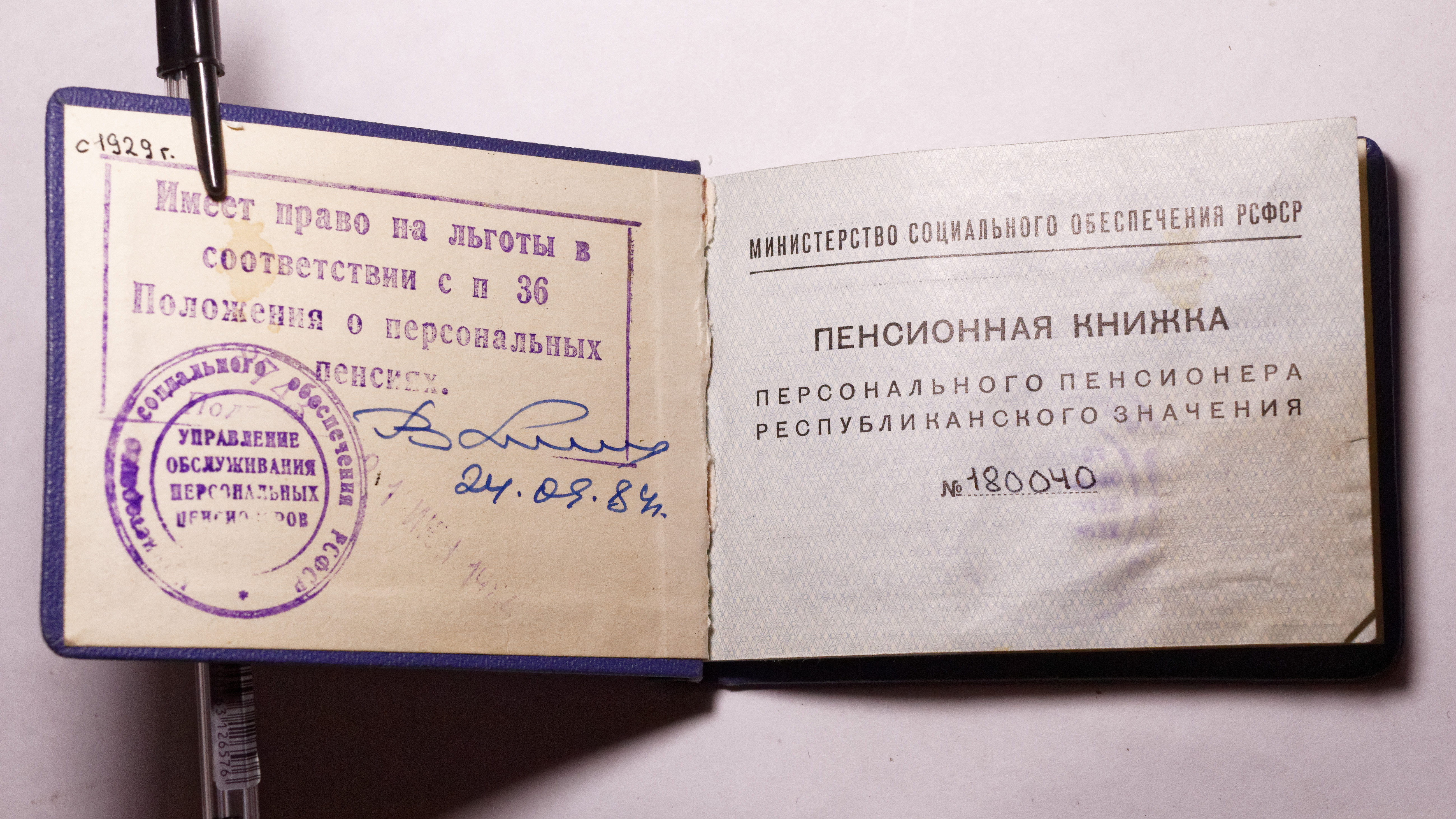
Пенсионная книжка персонального пенсионера республиканского значения. РСФСР, 1980-е годы.

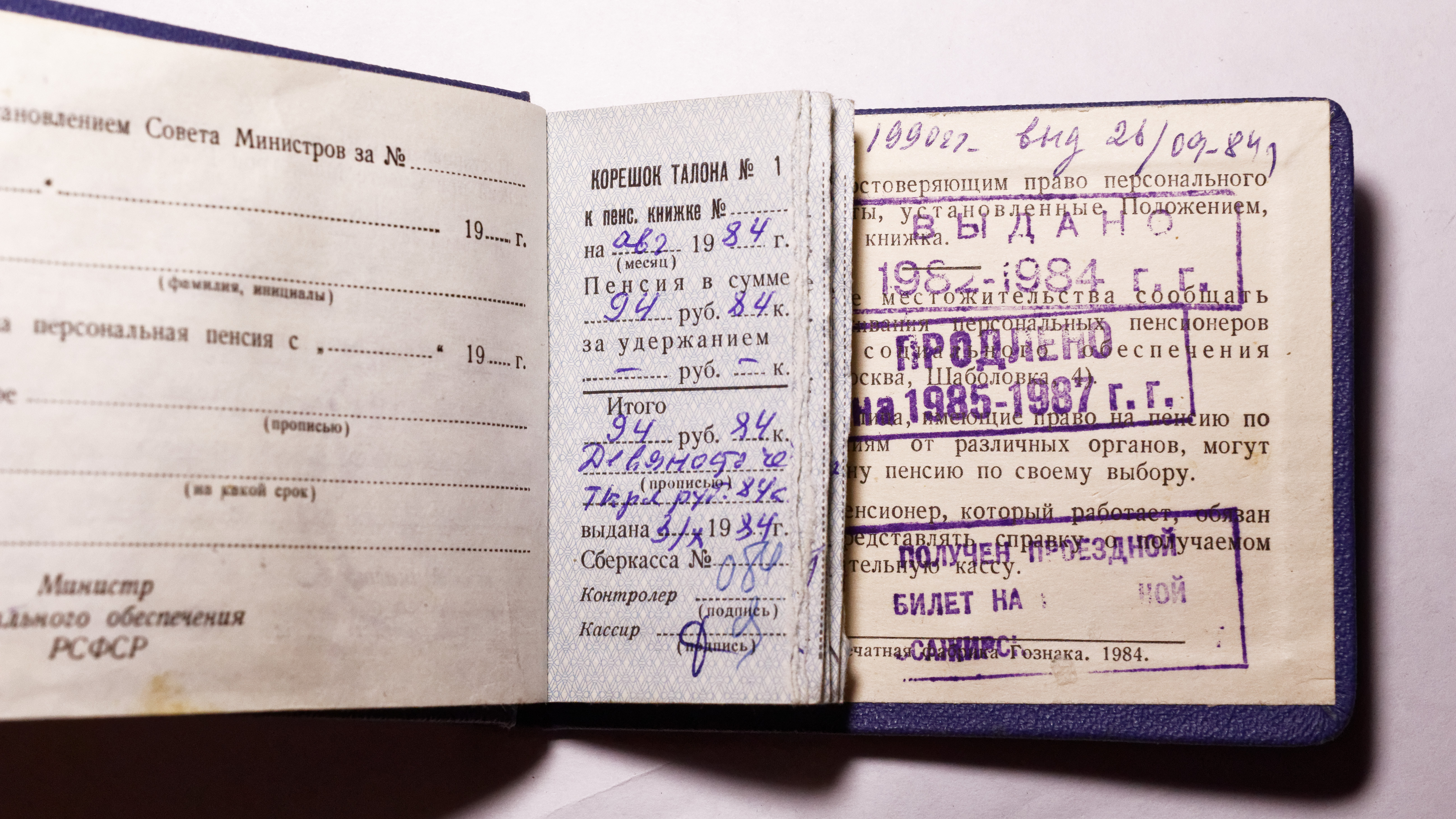
Корешки купонов в пенсионной книжке персонального пенсионера. Месячная персональная пенсия в 1984 году 94 рубля, в 1989 году 170 рублей.

Персональная пенсия (англ. political pensioner) — пенсия, устанавливаемая лицам, имеющим особые заслуги перед государством в области государственной, общественной и хозяйственной деятельности или за выдающиеся заслуги в области культуры, науки и техники, а в случае смерти этих лиц — членам их семей.

## Определение
Термин персональная пенсия появился во втором издании БСЭ как периодическое денежное обеспечение, выплачиваемое гражданам за особые заслуги в области государственной, общественной, хозяйственной, военной и культурной деятельности. Для установления персональной пенсии не требовался определённый стаж работы, размер их в каждом отдельном случае определялся органом, назначающим пенсию, но не свыше установленного предела. Пенсии назначались по ходатайству организации или учреждения.
В третьем издании БСЭ персональная пенсия — это пенсия, которая устанавливалась лицам, имеющим особые заслуги перед государством в области государственной, общественной и хозяйственной деятельности или за выдающиеся заслуги в области культуры, науки и техники, а в случае смерти этих лиц — членам их семей.

## Персональная пенсия в СССР
16 июля 1920 года подписан Декрет СНК РСФСР «О пенсиях лицам, имеющим особые заслуги перед Рабоче-Крестьянской революцией». Были опубликованы Постановления «Об усиленных пенсиях» от 5.12.1921 года и «О персональных пенсиях лицам, имеющим исключительные заслуги перед Республикой» от 16.02.1923 года.
В соответствии с последним Декретом СНК РСФСР при Наркомате социального обеспечения РСФСР была создана Комиссия для решения вопросов о назначении пособий лицам, имеющим исключительные заслуги перед республикой. 20 мая 1930 года она была ликвидирована, а её функции были переданы учреждённой аналогичной комиссии непосредственно при правительстве: СНК РСФСР.
В 1946 году систему выплаты персональных пенсий республиканского и местного значения скорректировали: размер персональной пенсии увязали с заслугами, степенью утраты трудоспособности лица, числа находящихся на его иждивении лиц, а также от его заработка перед обращением за назначением пенсии. При этом максимум для персональной пенсии республиканского значения составлял 1200 рублей, местного значения — 600 рублей в месяц. Это было минимум вдвое выше обычной пенсии по старости (300 рублей в месяц), а максимальная пенсия республиканского значения превышала среднюю зарплату рабочих и служащих. Если персональный пенсионер выбирал профессиональную пенсию потому, что она больше, он лишался льгот «за заслуги».
Социальный пакет был по сути главным преимуществом персонального пенсионера. Это преимущественное право на специализированную медицинскую помощь и протезирование для самого пенсионера и членов семьи, находящихся на его иждивении (супруга), приобретение лекарств со скидкой 80 %, ежегодное единовременное денежное пособие в размере до двух пенсий и путевки в санатории (сам пенсионер получал их бесплатно, а жена — со значительной скидкой), бесплатный проезд на городском транспорте (раз в году — и на поезде), право на дополнительную жилую площадь и 50-процентную скидку на оплату коммунальных услуг, право на дополнительные пособия в связи с рождением детей или в случае «особой нужды» (пожар, наводнение, тяжелое заболевание). Персональные пенсионеры получали доступ к продуктовым «заказам», которые обеспечивались через закрытые распределители и включали дефицитные товары.
К 1951 году партийная номенклатура СССР получала пенсии больше средних по стране, однако они значительно уступали в размерах пенсиям трудящихся тяжёлых профессий: геологов, нефтяников, металлургов, железнодорожников, моряков и даже учителей, врачей и работников сельских машинно-тракторных станций, которые могли получать пособие по старости в размере до 90 % от последнего оклада. Работники ЦК КПСС и члены правительства помимо зарплаты (у секретаря обкома она составляла 1660 рублей) получали из партбюджета «временное денежное довольствие», заменившее им в конце 1947 года выдачу продовольственных пайков. Ежемесячно это составляло ещё 4000—5000 рублей, а союзные министры с учётом подобных выплат получали до 25 000 руб. в месяц. Так что персональная пенсия союзного значения (1200—1500 рублей) для них была ухудшением уровня жизни.
Летом 1953 года началась разработка новых условий персональных пенсий. Управление делами ЦК предложило устанавливать для работников партаппарата пенсии в размере от 30 % до 90 % оклада, в зависимости от выслуги лет и состояния здоровья, а также ввести особые правила обеспечения семьи партийного работника на случай потери кормильца — до 60 % оклада при трех и более нетрудоспособных членах семьи. Однако подсчеты показали, что таких затрат бюджет страны не выдержит: предложенная система должна была распространяться на 120 216 сотрудников только на местах, без учёта ЦК КПСС и ЦК компартий союзных республик. К тому же поголовное назначение повышенных пенсий номенклатуре лишало эти выплаты традиционного статуса: в ленинский и сталинский период они назначались как награда. Поэтому Президиум ЦК КПСС распорядился усовершенствовать уже существующую систему.
В 1956 году были выпущены: Закон СССР «О государственных пенсиях» от 14.07.1956 года и «Положение о персональных пенсиях» (утверждено Постановлением Совета Министров СССР № 1475 от 14 ноября 1956 года и действовало до 1977 года). В документе были оговорены иерархия и размеры персональных пенсий для определённых категорий работников. В том же году была создана Комиссия по установлению персональных пенсий при Совете Министров РСФСР, которая была ликвидирована после распада СССР постановлением Совета Министров РСФСР от 27 декабря 1991 г.
Справка 1970 года «О размерах персональных пенсий, установленных решением Правительства СССР отдельным лицам, занимавшим должности министров СССР или руководителей ведомств СССР» свидетельствует, что при обычной максимальной пенсии 132 рубля бывшие министры морского флота СССР Н. В. Новиков и В. Г. Бакаев, бывший начальник Главного управления гражданского воздушного флота С. Ф. Жаворонков, бывший министр внешней торговли И. Г. Кабанов, пищевой промышленности В. П. Зотов, бывший первый секретарь ЦК Компартии Латвии Я. Э. Калнберзин получали 400 рублей в месяц. Ушедшие на пенсию председатели госкомитетов получали 250—300 рублей в месяц. Действительные члены Академии наук СССР получали надбавку в размере 500, а члены-корреспонденты — 400 руб. в месяц. Персональная пенсия секретаря ЦК КПСС составляла 300, кандидата в члены Политбюро — 400, а члена Политбюро — 500 руб. в месяц. За ними сохранялись государственные дачи и автомобили с водителями. Однако стандартные размеры персональных пенсий незначительно превышали размеры обычных.
В 1977 году Совмин СССР подписал Постановление № 1128, в которым было утверждено новое Положение.
Постановлением Совмина СССР № 643 от 9.07.1985 года максимальные размеры персональных пенсий республиканского и местного значения были увеличены. В 1983—1988 годах ЦК КПСС и Совет Министров СССР приняли несколько постановлений, направленных на улучшение условий жизни старых членов партии, участников Октябрьской революции, Гражданской войны и борьбы за установление Советской власти. Были установлены льготы участникам войны в Афганистане, приняты постановления об установлении персональных пенсий выдающимся советским спортсменам, а также работникам партийных органов, органов государственной власти и управления, подвергшихся сокращению «в связи с реорганизацией».
В 1990 году Комиссией по социальной политике Совета Республики Верховного Совета РСФСР в проекте Закона «О государственных пенсиях в РСФСР» была внесена следующая формулировка: «Комиссия считает, что сохранение привилегий для персональных пенсионеров, так же как и самих персональных пенсий, противоречит социальной справедливости, Конституции СССР и Конституции РСФСР».

### Типы персональных пенсий
В зависимости от заслуг в СССР устанавливалась:
- персональная пенсия союзного значения (назначалась при Совмине СССР);
- персональная пенсия республиканского значения (назначалась при Совмине союзных республик);
- персональная пенсия местного значения (назначалась Совмином автономных республик и исполкомами краевых, областных, автономных областей и округов, городских Советов народных депутатов).

Для персональных пенсионеров в СССР были предусмотрены льготы (жилая площадь оплачивалась в размере 50 %, предоставлялась 50 %-я скидка при оплате за коммунальные услуги (отопление, газ, электроэнергия), 80 %-я скидка от стоимости лекарств, бесплатное протезирование и т. д.), санаторное лечение.

## Количество пенсионеров
В 1957 году только в Москве проживали около 16 тыс. персональных пенсионеров, а за всё время существования РСФСР персональные пенсии только республиканского значения были установлены 208 484 лицам.
По состоянию на начало 1989 года персональные пенсии республиканского значения в РСФСР получали 93 248 человек, из них 71 211 — за личные заслуги, а 22 037 — как члены семьи по случаю потери кормильца. Общая численность персональных пенсионеров союзного, республиканского и местного значения составляла 338 219 человек (в РСФСР — 0,91 % от общей численности пенсионеров), а расходы на выплату им пенсии составили 129,6 млн рублей (республиканские) и 240 млн рублей (местные) — в совокупности 1,16 % от бюджета социального обеспечения в РСФСР. Дополнительные расходы, связанные с существованием института персональных пенсий, составили около 53 млн руб.